# Christine Errath
Christine Errath, née le 29 décembre 1956 à Berlin-Est, est une patineuse artistique est-allemande. Elle était entraînée par Inge Wischnewski au SC Dynamo Berlin et concourait pour la République démocratique allemande (RDA).

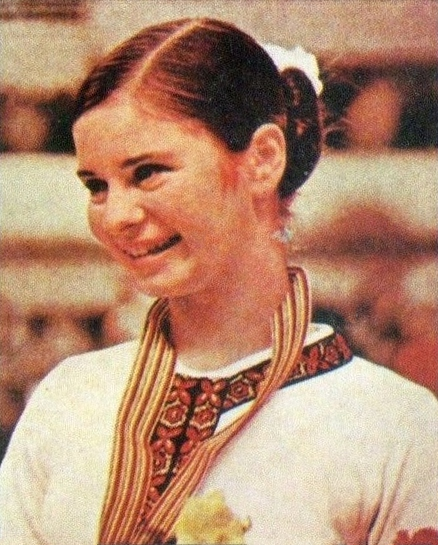

## Biographie

### Carrière sportive
Christine Errath a été championne du monde, triple championne d'Europe et médaillée de bronze aux Jeux olympiques d'hiver de 1976 à Innsbruck.
Très à l'aise dans ses programmes libres, le changement de règlement en 1972 qui donna moins d'importance aux éléments imposés fut un avantage incontestable pour Christine Errath.
Jusqu'en 1973, sa grande rivale en République démocratique allemande était Sonja Morgenstern, entraînée par Jutta Müller. Dès 1976, une nouvelle élève de Jutta Müller vint la concurrencer. Elle s'appelait Anett Pötzsch. Ainsi Christine Errath fut battue dans le duel interne des championnats d'Europe de 1976 par Anett Pötzsch. Elle prit cependant sa revanche sur sa rivale la même année aux championnats du monde et aux Jeux olympiques. Christine Errath a arrêté la compétition en 1976.

## Palmarès
| Compétition                       | 1969    | 1970    | 1971    | 1972    | 1973    | 1974    | 1975    | 1976    |  |  |  |  |  |  |
| Jeux olympiques d'hiver           |         |         |         | 8e      |         |         |         | 3e      |  |  |  |  |  |  |
| Championnats du monde             |         |         | 9e      | 10e     | 3e      | 1re     | 3e      | 2e      |  |  |  |  |  |  |
| Championnats d’Europe             | 18e     |         | 7e      | 5e      | 1re     | 1re     | 1re     | 3e      |  |  |  |  |  |  |
| Championnats d'Allemagne de l'Est | 3e      | 3e      | 2e      | 2e      | 2e      | 1re     | 1re     | F       |  |  |  |  |  |  |
|                                   |         |         |         |         |         |         |         |         |  |  |  |  |  |  |
| Autre Compétition                 | 1968/69 | 1969/70 | 1970/71 | 1971/72 | 1972/73 | 1973/74 | 1974/75 | 1975/76 |  |  |  |  |  |  |
| Moscou Skate                      | 5e      |         |         |         |         |         |         |         |  |  |  |  |  |  |
| Trophée Richmond                  |         |         | 8e      | 1re     |         |         |         |         |  |  |  |  |  |  |
| Légende : F= Forfait              |         |         |         |         |         |         |         |         |  |  |  |  |  |  |